# Johann Philipp von Lamberg
Johann Philipp von Lamberg (Viena, 25 de maio de 1652 - Regensburg, 21 de outubro de 1712) foi um cardeal do século XVIII

## Biografia
Nasceu em Viena em 25 de maio de 1652. Batizado no dia seguinte. Tio do cardeal Joseph Dominicus von Lamberg (1737).
Estudou em Viena e Passau; Universidade de Siena, Siena (doutorado in utroque iure , direito canônico e civil, 13 de agosto de 1673).
Participou da guerra contra os turcos. Embaixador austríaco em vários países, entre eles a Polônia. Recebeu a tonsura eclesiástica e as ordens menores, em 29 de janeiro de 1668; subdiaconato, 13 de setembro de 1684; recebeu o diaconato (sem data). Cânon dos capítulos catedrais de Passau, Salzburg e Olomouc. conselheiro imperial.
Eleito bispo de Passau por seu cabido catedrático, em 25 de maio de 1689. Preconizado, com dispensa apenas por ter recebido o diaconato, em 11 de janeiro de 1690. Concedeu dispensa para receber a consagração episcopal de um bispo e dois abades, em 14 de janeiro de 1690. Consagrado , 14 de maio de 1690, Passau, pelo cardeal Leopold von Kollonitsch, arcebispo de Kalocsa (nenhuma informação encontrada sobre os co-sagrantes). Principal comissário do reino em Regensburg. Plenipotenciário imperial da Dieta de Regensburg.
Criado cardeal sacerdote no consistório de 21 de junho de 1700. Participou do conclave de 1700, que elegeu o Papa Clemente XI. Recebeu o gorro vermelho e o título de S. Silvestro no Capite, a 3 de janeiro de 1701. Encomendado a visitar vários príncipes italianos para pedir-lhes que pegassem em armas contra a França na Guerra da Sucessão Espanhola. Conselheiro dos imperadores Leopoldo, José I e Carlos VI.
Morreu em Regensburg em 21 de outubro de 1712, no claustro de St. Emmeram. Exposto na catedral de Passau e enterrado na capela que construiu para si no claustro daquela catedral.